# Mesoplasma coleopterae
Mesoplasma coleopterae è una specie di batterio appartenente alla famiglia delle Entomoplasmataceae.